# Бурген (Бернкастель-Віттліх)
Бурген (нім. Burgen) — громада в Німеччині, розташована в землі Рейнланд-Пфальц. Входить до складу району Бернкастель-Віттліх. Складова частина об'єднання громад Бернкастель-Кюс.
Площа — 7,78 км2. Населення становить 570 ос. (станом на 31 грудня 2020).

## Галерея

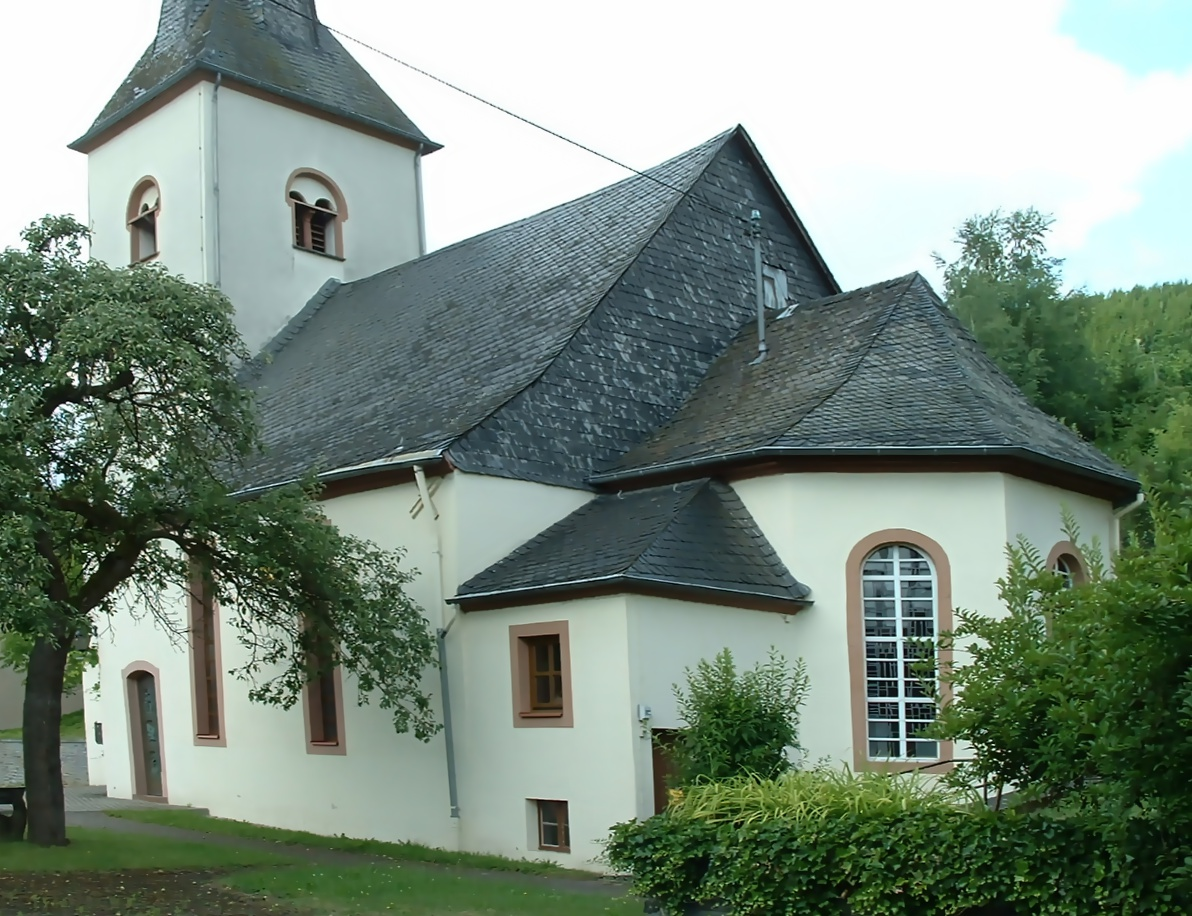
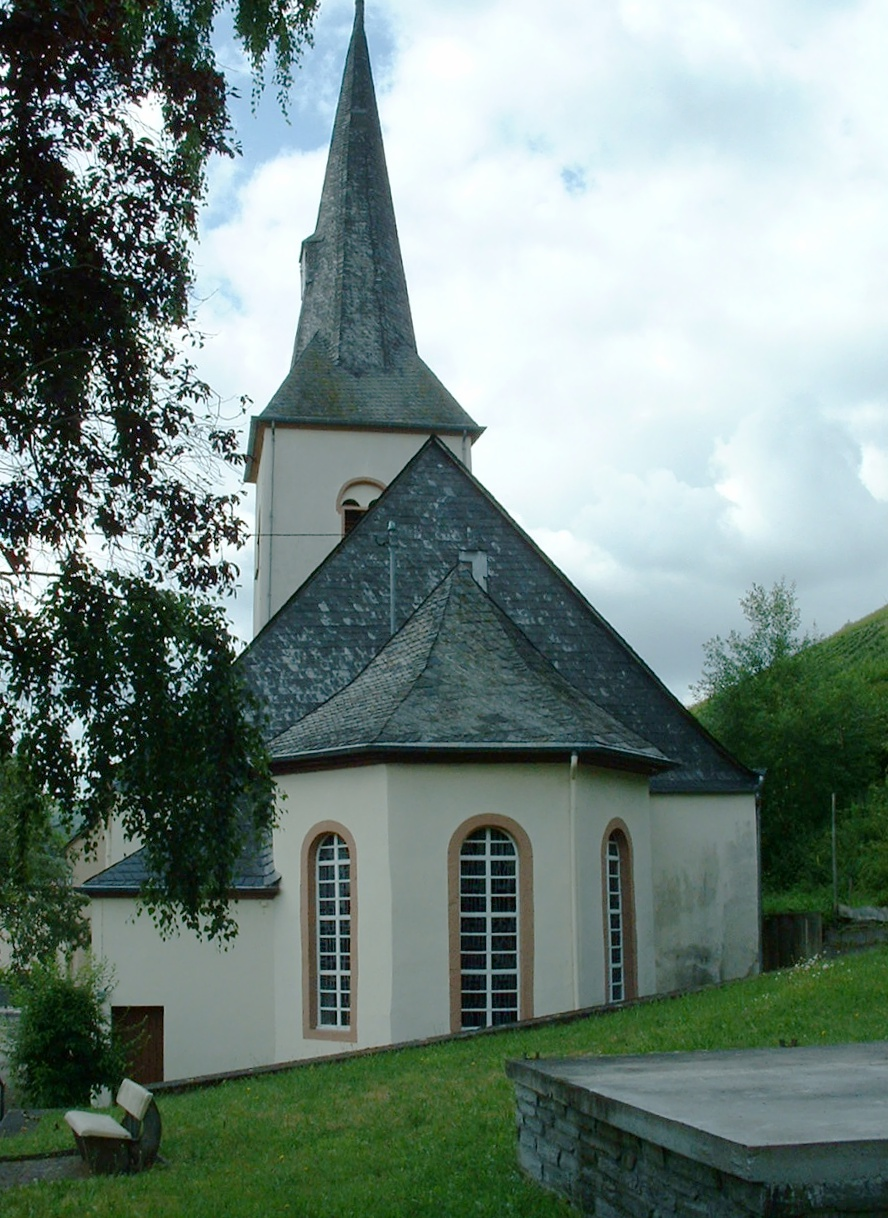